# 올웨이즈 (밴드)
올웨이즈(Alvvays)는 캐나다의 인디 팝 밴드이다. 2011년 캐나다 토론토에서 결성되었다. "vv"는 w(더블유)로 보면 된다. 2014년 데뷔 앨범 Alvvays 가 발매되었다.

## 음반 목록
- Alvvays (2014)
- Antisocialites (2017)